# LTI – Notizbuch eines Philologen

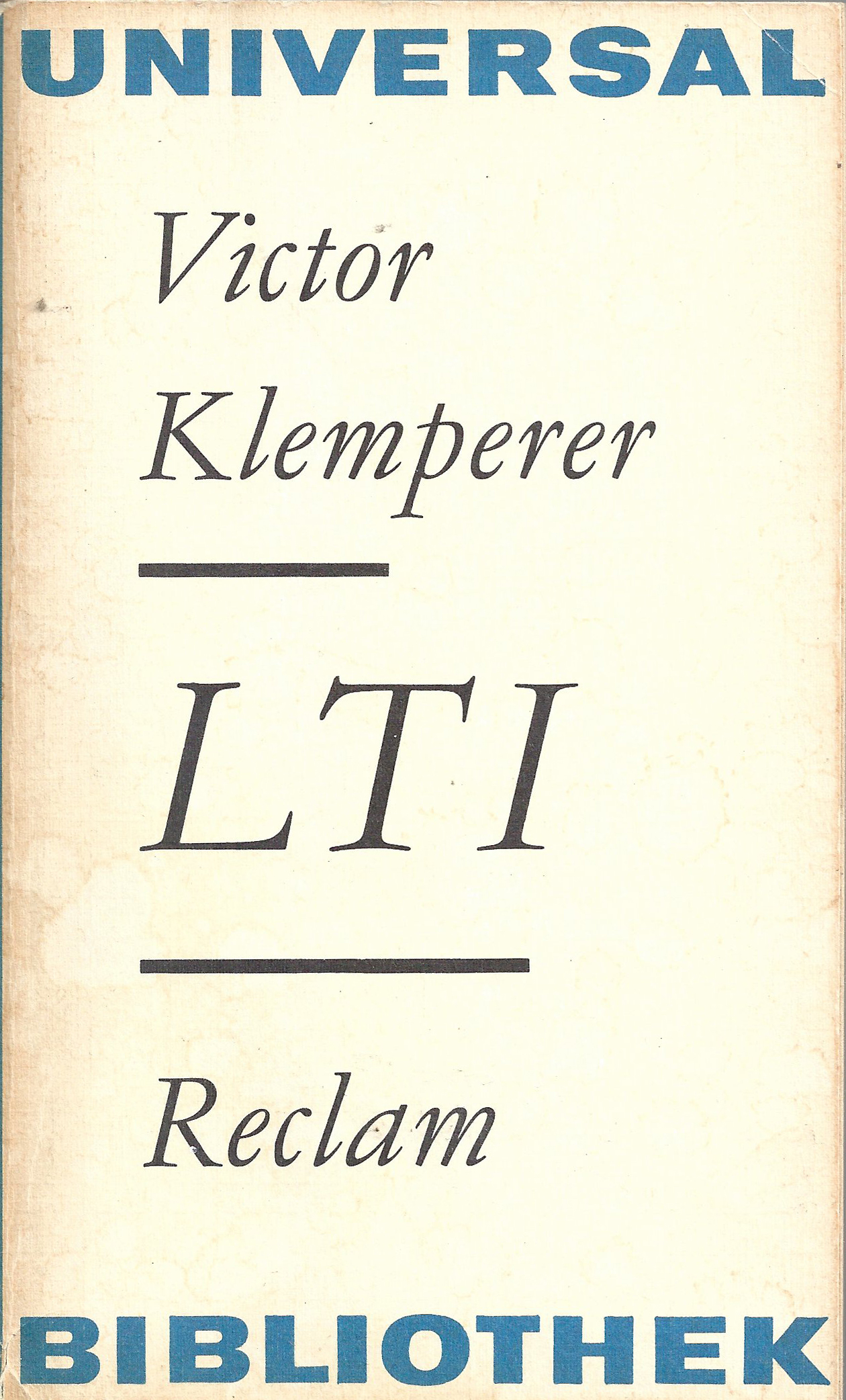
Titel von 1975, erschienen in Reclams Universal-Bibliothek, Leipzig

LTI – Notizbuch eines Philologen (lateinisch Lingua Tertii Imperii ‚Sprache des Dritten Reich(e)s‘) ist ein 1947 erschienenes Werk von Victor Klemperer, das sich mit der Sprache des Nationalsozialismus befasst.
Bereits sein Titel ist ein Seitenhieb auf die ungezählten Kürzel aus der Sprache des Nationalsozialismus wie beispielsweise BDM (Bund Deutscher Mädel), HJ (Hitlerjugend), DAF (Deutsche Arbeitsfront), NSKK (Nationalsozialistisches Kraftfahrkorps), KdF (Kraft durch Freude). Klemperer erklärt dazu im ersten Kapitel: „Ein schönes gelehrtes Signum, wie ja das Dritte Reich von Zeit zu Zeit den volltönenden Fremdausdruck liebte: Garant klingt bedeutsamer als Bürge und diffamieren imposanter als schlechtmachen. (Vielleicht versteht es auch nicht jeder, und auf den wirkt es dann erst recht.)“ Er kommt zum Ergebnis, dass die Sprache in der Zeit des Nationalsozialismus die Menschen weniger durch einzelne Reden, Flugblätter oder Ähnliches beeinflusst habe als durch die stereotype Wiederholung der immer wieder gleichen, mit nationalsozialistischen Vorstellungen besetzten Begriffe.

## Inhalt und Aufbau
Das Buch steht unter dem Motto „Sprache ist mehr als Blut“ nach Franz Rosenzweig. Es beginnt statt eines Vorworts mit dem Kapitel Heroismus, in dem sich der Autor gegen die maßlose Verwendung der Begriffe „Heldentum“ und „heldenhaft“ im Nationalsozialismus wendet. Zugleich enthält es eine Widmung an seine Frau Eva Klemperer, die als „Arierin“ unter allem Terror zu ihm hielt, was Klemperer als heroisch empfand:

„Aber ich weiß von einem noch viel trostloseren, noch viel stilleren Heldentum, von einem Heroismus, dem jede Stütze der Gemeinsamkeit mit einem Heer, einer politischen Gruppe, dem jede Hoffnung auf künftigen Glanz durchaus abging, der ganz und gar auf sich allein gestellt war: Das waren die paar arischen Ehefrauen […], die jedem Druck, sich von ihren jüdischen Ehemännern zu trennen, standgehalten hatten.“

Das Buch besteht aus 36 Kapiteln.
- Das 4. Kapitel beschäftigt sich mit Max René Hesses Roman Partenau, den Klemperer als „außergewöhnliche Vorwegnahme der Sprache und der fundamentalen Ansichten des Dritten Reichs“ bezeichnet.
- Das 6. Kapitel Die drei ersten Wörter nazistisch behandelt folgende Wörter: Strafexpedition, Staatsakt und historisch.
- Im 8. Kapitel Zehn Jahre Faschismus beschreibt Klemperer die Vorführung eines italienischen Tonfilms mit Benito Mussolini als Hauptdarsteller und vergleicht anschließend den italienischen Faschismus mit dem deutschen Nationalsozialismus.
- Im 19. Kapitel Familienanzeigen macht sich der Autor Gedanken über die Floskeln In stolzer Freude bei Bekanntmachungen von Geburten bzw. In stolzer Trauer bei Gefallenenanzeigen.
- Im 21. Kapitel Die deutsche Wurzel gelangt er nach Überlegungen über die typisch deutsche Entgrenzung, d. h. Maßlosigkeit, zur Einzigartigkeit des Antisemitismus im Dritten Reich. Dieser unterscheide sich von der üblichen Judenfeindschaft in drei Punkten: Er stellt einen Anachronismus dar, d. h. einen Rückfall in längst vergangen geglaubte Zeiten, er ist in der Organisation der Vernichtung technisch vollendet, und vor allem basiert er auf dem Rassegedanken, so dass Assimilation unmöglich wird.
- Im 22. Kapitel Sonnige Weltanschauung (aus Zufallslektüre) untersucht er die Rolle des Wortes Weltanschauung und das in Trivialromanen allgegenwärtige Attribut sonnig, mit dem vor allem blonde, blauäugige Jungen und Mädchen bedacht wurden.
- Im 23. Kapitel Wenn zwei dasselbe tun setzt er dem nationalsozialistischen Ausdruck gleichschalten Stalins Ausspruch gegenüber, der Lehrer sei der Ingenieur der Seele.
- Das 25. Kapitel Der Stern widmet sich dem Judenstern, den der Autor wie alle Juden ab dem 19. September 1941 tragen musste. Dazu betrachtet er passende Schilder und Stempel, die an Häusern, auf Briefen usw. auftauchten: Judenhaus – Dieses Haus ist judenrein. – Judengeschäft! – Adressat abgewandert. – Insuffizienz des Herzmuskels – bei Fluchtversuch erschossen.
- Das 26. Kapitel Der jüdische Krieg schildert eine Routineuntersuchung des Autors durch Gestapo-Beamte, die mit den Worten eingeleitet wird: Ich will den mal flöhen. Jede solche Untersuchung konnte dem Opfer den Tod bringen. Bei dieser hielt der Gestapo-Beamte dem Juden einen Vortrag über den „jüdischen Krieg“, den „der Jude“ Deutschland aufgezwungen habe.
- Im 32. Kapitel Boxen zeigt er an vielen Beispielen Hitlers und Goebbels’ Vorliebe für Sport-Metaphern auf, vor allem für Metaphern aus dem Boxsport.
- Das 34. Kapitel Die eine Silbe handelt von der Schlusszeile des Liedes Es zittern die morschen Knochen: „Denn heute gehört uns Deutschland, und morgen die ganze Welt.“ Klemperer berichtet, er habe in einer Ausgabe von 1942/43, nach der Niederlage in Stalingrad, überraschenderweise die wie folgt abgeänderte Zeile gefunden: „und heute, da hört uns Deutschland, und morgen die ganze Welt.“ Klemperer kommentiert: „Das klang unschuldiger.“ (Siehe auch: Hans Baumann.)

## Verfilmung
Im Jahr 2003 wurde LTI unter dem Titel Die Sprache lügt nicht (Originaltitel: La langue ne ment pas) für das Fernsehen adaptiert. Regie bei diesem deutsch-französischen Dokumentarfilm führte Stan Neumann. Der 80-minütige Film wurde im Juli 2005 beim Jerusalemer Filmfestival ausgezeichnet.

## Ausgaben
- Victor Klemperer: LTI. Notizbuch eines Philologen. Aufbau-Verlag, Berlin 1947.
- Victor Klemperer: Die unbewältigte Sprache – LTI. Notizbuch eines Philologen. Joseph Melzer Verlag, Darmstadt, 1966 (Ersterscheinung in der Bundesrepublik Deutschland, verantwortlich zeichnete Jörg Schröder).
- Victor Klemperer: LTI. Reclam-Verlag, Leipzig 1966, Reclams Universal-Bibliothek, Band 278. Viele weitere Ausgaben, später auch in der Bundesrepublik.
- Victor Klemperer: LTI. Reclam-Verlag, Stuttgart 2010, ISBN 978-3-15-010743-0. Hardcover, herausgegeben und kommentiert von Elke Fröhlich. Als Taschenbuch ab 2010 unter der ISBN 978-3-15-020520-4 (vorangegangen ist ISBN 978-3-15-020365-1).